# 天主教哈卡教区 (西班牙)
天主教哈卡教區（拉丁語：Dioecesis Iacensis）是羅馬天主教一個教區，位於西班牙韋斯卡省哈卡，屬潘普洛納總教區。
教區成立於1077年，轄區包括韋斯卡省和薩拉戈薩省的一部分。2007年，在當地46,800人口中，有教友46,400人，佔轄區總人口99.1%、230個堂區、65名司鐸、2名執事、13名修士、70名修女。現任教區主教為胡利安·路易茲·馬托瑞爾。